# Pesch (Kolonia)
Pesch, Köln-Pesch — dzielnica miasta Kolonia w Niemczech, w okręgu administracyjnym Chorweiler, w kraju związkowym Nadrenia Północna-Westfalia, na lewym brzegu Renu. 